# Sesión del Comité Olímpico Internacional

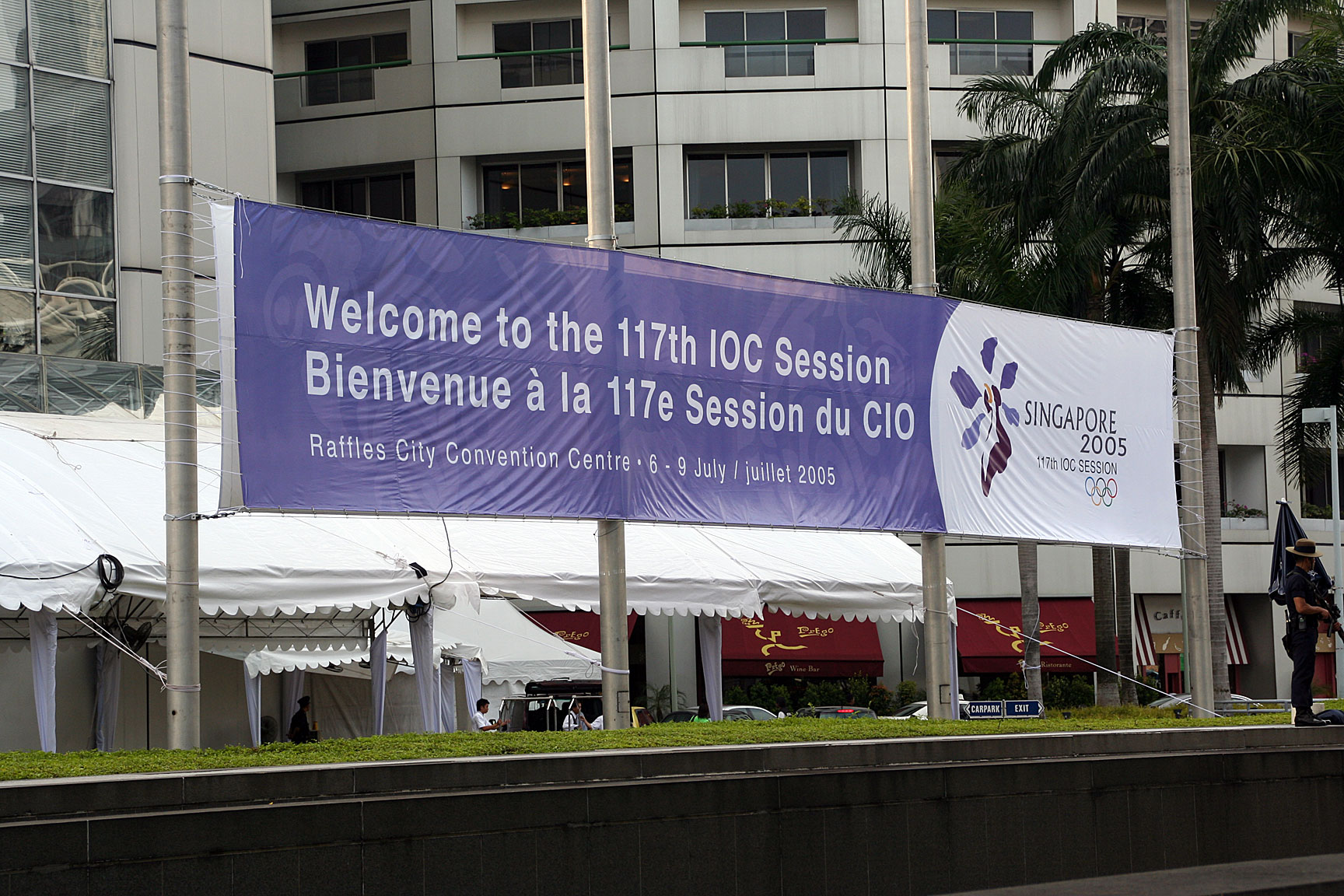
Cartel de bienvenida a la 117ª sesión del Comité Olímpico Internacional realizada en Singapur, en 2005.

Una sesión del Comité Olímpico Internacional es una reunión realizada por dicho organismo al cual asisten sus miembros para tomar resoluciones sobre el movimiento olímpico. Es el órgano supremo del COI y sus decisiones son finales. Cada miembro del COI tiene derecho a voto. 
Una sesión ordinaria se efectúa una vez al año. En caso de emergencia o de resolver puntos aún pendientes, se puede llamar a una sesión extraordinaria en conveniencia con el presidente del COI o por petición escrita de al menos las dos terceras partes de los miembros.
Las actividades más importantes realizadas en las sesiones son, entre otras:
- Adaptar o modificar la Carta Olímpica.
- Elegir los miembros del Comité Olímpico, el presidente Honorario, miembros honorarios y miembros de honor.
- Elegir el presidente, vicepresidente y todos los demás miembros del cuerpo ejecutivo.
- Elegir la ciudad sede de los Juegos Olímpicos.
- Determinar qué deportes formarán parte del calendario olímpico y cuáles no.

En la actualidad, las sesiones se realizan en conjunto con la realización de los Juegos Olímpicos, tanto de invierno como de verano. En los años impares, en que no se celebran los eventos olímpicos, se designan sedes las cuales ahora participan de un proceso de elección previo.
En 2013 se hizo una sesión extraordinaria en la capital olímpica en Suiza por la elección de los Juegos Olímpicos de la Juventud 2018. También se hizo la visita de las ciudades candidatas a los Juegos de 2020.

## Lista de las sesiones del Comité Olímpico Internacional
| N.º                                                                  | Año  | Ciudad                 | País                  | Decisiones tomadas |
| -------------------------------------------------------------------- | ---- | ---------------------- | --------------------- | --- |
| 1                                                                    | 1894 | París                  | Francia               | |
| 2                                                                    | 1896 | Atenas                 | Grecia                | |
| 3                                                                    | 1897 | Le Havre               | Francia               | |
| 4                                                                    | 1901 | París                  | Francia               | |
| 5                                                                    | 1903 | París                  | Francia               | |
| 6                                                                    | 1904 | Londres                | Reino Unido           | |
| 7                                                                    | 1905 | Bruselas               | Bélgica               | |
| 8                                                                    | 1906 | Atenas                 | Grecia                | |
| 9                                                                    | 1907 | La Haya                | Países Bajos          | |
| 10                                                                   | 1909 | Berlín                 | Imperio alemán        | |
| 11                                                                   | 1910 | Luxemburgo             | Luxemburgo            | |
| 12                                                                   | 1911 | Budapest               | Imperio austrohúngaro | |
| 13                                                                   | 1912 | Basilea                | Suiza                 | |
| 14                                                                   | 1912 | Estocolmo              | Suecia                | |
| 15                                                                   | 1913 | Lausana                | Suiza                 | |
| 16                                                                   | 1914 | París                  | Francia               | |
| Sesiones suspendidas entre 1915 y 1918 por la Primera Guerra Mundial |      |                        |                       | |
| 17                                                                   | 1919 | Lausana                | Suiza                 | París sede de los JJ. OO. de 1924 y Ámsterdam sede de los JJ. OO. de 1928 |
| 18                                                                   | 1920 | Amberes                | Bélgica               | |
| 19                                                                   | 1921 | Lausana                | Suiza                 | |
| 20                                                                   | 1922 | París                  | Francia               | |
| 21                                                                   | 1923 | Roma                   | Italia                | |
| 22                                                                   | 1924 | París                  | Francia               | |
| 23                                                                   | 1925 | Praga                  | Checoslovaquia        | |
| 24                                                                   | 1926 | Lisboa                 | Portugal              | |
| 25                                                                   | 1927 | Mónaco                 | Mónaco                | |
| 26                                                                   | 1928 | Ámsterdam              | Países Bajos          | |
| 27                                                                   | 1929 | Lausana                | Suiza                 | Los Ángeles sede de los JJ.OO. de 1932 y Lake Placid sede de los JJ.OO. de Invierno de 1932 |
| 28                                                                   | 1930 | Berlín                 | Alemania              | |
| 29                                                                   | 1931 | Barcelona              | España                | |
| 30                                                                   | 1932 | Los Ángeles            | Estados Unidos        | |
| 31                                                                   | 1933 | Viena                  | Austria               | |
| 32                                                                   | 1934 | Atenas                 | Grecia                | |
| 33                                                                   | 1935 | Oslo                   | Noruega               | |
| 34                                                                   | 1936 | Garmisch-Partenkirchen | Alemania              | |
| 35                                                                   | 1936 | Berlín                 | Alemania              | |
| 36                                                                   | 1937 | Varsovia               | Polonia               | |
| 37                                                                   | 1938 | El Cairo               | Egipto                | |
| 38                                                                   | 1939 | Londres                | Reino Unido           | |
| Sesiones suspendidas entre 1940 y 1945 por la Segunda Guerra Mundial |      |                        |                       | |
| 39                                                                   | 1946 | Lausana                | Suiza                 | |
| 40                                                                   | 1947 | Estocolmo              | Suecia                | Helsinki sede de los JJ.OO. de 1952 y Oslo sede de los JJ.OO. de Invierno de 1952 |
| 41                                                                   | 1948 | St. Moritz             | Suiza                 | |
| 42                                                                   | 1948 | Londres                | Reino Unido           | |
| 43                                                                   | 1949 | Roma                   | Italia                | Melbourne sede de los JJ.OO. de 1956 y Cortina d'Ampezzo sede de los JJ.OO. de Invierno de 1956 |
| 44                                                                   | 1950 | Copenhague             | Dinamarca             | |
| 45                                                                   | 1951 | Viena                  | Austria               | |
| 46                                                                   | 1952 | Oslo                   | Noruega               | Avery Brundage es elegido Presidente del COI |
| 47                                                                   | 1952 | Helsinki               | Finlandia             | |
| 48                                                                   | 1953 | Ciudad de México       | México                | |
| 49                                                                   | 1954 | Atenas                 | Grecia                | |
| 50                                                                   | 1955 | París                  | Francia               | Roma sede de los JJ.OO. de 1960 y Squaw Valley sede de los JJ.OO. de Invierno de 1960 |
| 51                                                                   | 1956 | Cortina d'Ampezzo      | Italia                | |
| 52                                                                   | 1956 | Melbourne              | Australia             | |
| 53                                                                   | 1957 | Sofía                  | Bulgaria              | |
| 54                                                                   | 1958 | Tokio                  | Japón                 | |
| 55                                                                   | 1959 | Múnich                 | Alemania Occidental   | Tokio sede de los JJ.OO. de 1964 y Innsbruck sede de los JJ.OO. de Invierno de 1964 |
| 56                                                                   | 1960 | San Francisco          | Estados Unidos        | |
| 57                                                                   | 1960 | Roma                   | Italia                | |
| 58                                                                   | 1961 | Atenas                 | Grecia                | |
| 59                                                                   | 1962 | Moscú                  | Unión Soviética       | |
| 60                                                                   | 1963 | Baden-Baden            | Alemania Occidental   | México sede de los JJ.OO. de 1968 |
| 61                                                                   | 1964 | Innsbruck              | Austria               | Grenoble sede de los JJ.OO. de Invierno de 1968 |
| 62                                                                   | 1964 | Tokio                  | Japón                 | |
| 63                                                                   | 1965 | Madrid                 | España                | |
| 64                                                                   | 1966 | Roma                   | Italia                | Múnich sede de los JJ.OO. de 1972 y Sapporo sede de los JJ.OO. de Invierno de 1972 |
| 65                                                                   | 1967 | Teherán                | Irán                  | |
| 66                                                                   | 1968 | Grenoble               | Francia               | |
| 67                                                                   | 1968 | Ciudad de México       | México                | |
| 68                                                                   | 1969 | Varsovia               | Polonia               | |
| 69                                                                   | 1970 | Ámsterdam              | Países Bajos          | |
| 70                                                                   | 1970 | Ámsterdam              | Países Bajos          | Montreal sede de los JJ.OO. de 1976. Denver fue elegida originalmente como sede de los JJ.OO. de Invierno de 1976, pero se retiró en 1972 y entregó la sede a Innsbruck |
| 71                                                                   | 1971 | Luxemburgo             | Luxemburgo            | |
| 72                                                                   | 1972 | Sapporo                | Japón                 | |
| 73                                                                   | 1972 | Múnich                 | Alemania Occidental   | Lord Killanin es elegido Presidente del COI |
| 74                                                                   | 1973 | Varna                  | Bulgaria              | |
| 75                                                                   | 1974 | Viena                  | Austria               | Moscú sede de los JJ.OO. de 1980 y Lake Placid sede de los JJ.OO. de Invierno de 1980 |
| 76                                                                   | 1975 | Lausana                | Suiza                 | |
| 77                                                                   | 1976 | Innsbruck              | Austria               | |
| 78                                                                   | 1976 | Montreal               | Canadá                | |
| 79                                                                   | 1977 | Praga                  | Checoslovaquia        | |
| 80                                                                   | 1978 | Atenas                 | Grecia                | Los Ángeles sede de los JJ.OO. de 1984 y Sarajevo sede de los JJ.OO. de Invierno de 1984 |
| 81                                                                   | 1979 | Montevideo             | Uruguay               | |
| 82                                                                   | 1980 | Lake Placid            | Estados Unidos        | |
| 83                                                                   | 1980 | Moscú                  | Unión Soviética       | Juan Antonio Samaranch es elegido Presidente del COI |
| 84                                                                   | 1981 | Baden-Baden            | Alemania Occidental   | Seúl sede de los JJ.OO. de 1988 y Calgary sede de los JJ.OO. de Invierno de 1988 |
| 85                                                                   | 1982 | Roma                   | Italia                | |
| 86                                                                   | 1983 | Nueva Delhi            | India                 | |
| 87                                                                   | 1984 | Sarajevo               | Yugoslavia            | |
| 88                                                                   | 1984 | Los Ángeles            | Estados Unidos        | |
| 89                                                                   | 1984 | Lausana                | Suiza                 | |
| 90                                                                   | 1985 | Berlín                 | Alemania Occidental   | |
| 91                                                                   | 1986 | Lausana                | Suiza                 | Barcelona sede de los JJ.OO. de 1992 y Albertville sede de los JJ.OO. de Invierno de 1992. Se modificó la separación de los juegos de verano e invierno en años pares alternos a partir de 1994. |
| 92                                                                   | 1987 | Estambul               | Turquía               | |
| 93                                                                   | 1988 | Calgary                | Canadá                | |
| 94                                                                   | 1988 | Seúl                   | Corea del Sur         | Lillehammer sede de los JJ.OO. de Invierno de 1994 |
| 95                                                                   | 1989 | San Juan               | Puerto Rico           | |
| 96                                                                   | 1990 | Tokio                  | Japón                 | Atlanta sede de los JJ.OO. de 1996 |
| 97                                                                   | 1991 | Birmingham             | Reino Unido           | Nagano sede de los JJ.OO. de Invierno de 1998 |
| 98                                                                   | 1992 | Albertville            | Francia               | |
| 99                                                                   | 1992 | Barcelona              | España                | |
| 100                                                                  | 1993 | Lausana                | Suiza                 | |
| 101                                                                  | 1993 | Montecarlo             | Mónaco                | Sídney sede de los JJ.OO. de 2000 Ingreso al programa olímpico del Voleibol de playa a partir de Atlanta 96 |
| 102                                                                  | 1994 | Lillehammer            | Noruega               | |
| 103                                                                  | 1994 | París                  | Francia               | |
| 104                                                                  | 1995 | Budapest               | Hungría               | Salt Lake City sede de los JJ.OO. de Invierno de 2002 |
| 105                                                                  | 1996 | Atlanta                | Estados Unidos        | |
| 106                                                                  | 1997 | Lausana                | Suiza                 | Atenas sede de los JJ.OO. de 2004 |
| 107                                                                  | 1998 | Nagano                 | Japón                 | |
| 108                                                                  | 1999 | Lausana                | Suiza                 | |
| 109                                                                  | 1999 | Seúl                   | Corea del Sur         | Turín sede de los JJ.OO. de Invierno de 2006 |
| 110                                                                  | 1999 | Lausana                | Suiza                 | |
| 111                                                                  | 2000 | Sídney                 | Australia             | |
| 112                                                                  | 2001 | Moscú                  | Rusia                 | Pekín sede de los JJ.OO. de 2008 Jacques Rogge es elegido Presidente del COI |
| 113                                                                  | 2002 | Salt Lake City         | Estados Unidos        | |
| 114                                                                  | 2002 | Ciudad de México       | México                | |
| 115                                                                  | 2003 | Praga                  | República Checa       | Vancouver sede de los JJ.OO. de Invierno de 2010 |
| 116                                                                  | 2004 | Atenas                 | Grecia                | |
| 117                                                                  | 2005 | Singapur               | Singapur              | Londres sede de los JJ.OO. de 2012 Eliminación del calendario olímpico del béisbol y sóftbol siendo Pekín 2008 sus últimos juegos |
| 118                                                                  | 2006 | Turín                  | Italia                | |
| 119                                                                  | 2007 | Ciudad de Guatemala    | Guatemala             | Sochi sede de los JJ.OO. de Invierno de 2014 Creación de los Juegos Olímpicos de la Juventud Singapur sede de los Juegos Olímpicos de la Juventud 2010 |
| 120                                                                  | 2008 | Pekín                  | China                 | |
| 121                                                                  | 2009 | Copenhague             | Dinamarca             | Río de Janeiro sede de los JJ.OO. de 2016 Ingreso al programa olímpico del golf y el rugby 7 a partir de Río 2016 |
| 122                                                                  | 2010 | Vancouver              | Canadá                | Nankín sede de los Juegos Olímpicos de la Juventud 2014 |
| 123                                                                  | 2011 | Durban                 | Sudáfrica             | Pieonchang sede de los JJ.OO. de Invierno de 2018 |
| 124                                                                  | 2012 | Londres                | Reino Unido           | |
| 125                                                                  | 2013 | Buenos Aires           | Argentina             | Tokio sede de los Juegos Olímpicos de 2020 Thomas Bach, elegido nuevo Presidente del COI Reingreso al programa olímpico de la lucha a partir de Tokio 2020 Buenos Aires sede de los juegos olimpicos de la juventud 2018 |
| 126                                                                  | 2014 | Sochi                  | Rusia                 | |
| 127                                                                  | 2014 | Monte Carlo            | Mónaco                | Llevada a cabo entre el 8 y 9 de diciembre, en ella se discutió la «Agenda 2020» presentada por el presidente del COI, Thomas Bach. Se aprobaron cambios en el proceso de candidatura a ciudad sede, mayor flexibilidad en la formación del programa olímpico, la creación de un canal olímpico de televisión, así como «medidas para fortalecer la gobernanza de la COI y el movimiento olímpico». Asimismo, se eligió a Lima (Perú) sede de la 130.ª Sesión. |
| 128                                                                  | 2015 | Kuala Lumpur           | Malasia               | Celebrada entre el 30 de julio y el 3 de agosto en Kuala Lumpur. En esa ocasión se eligió a Pekín (China) como sede de los Juegos Olímpicos de Invierno de 2022 con 44 votos frente a los 40 de Almatý (Kazajistán) y a Lausana (Suiza) para albergar los Juegos Olímpicos de la Juventud de Invierno 2020 con 71 votos (frente a diez de Brașov, Rumania). Durante la sesión el COI reconoció a Sudán del Sur y aprobó a su comité olímpico nacional.         |
| 129                                                                  | 2016 | Río de Janeiro         | Brasil                | Reingreso al programa olímpico del Béisbol/Sóftbol e ingreso del Kárate, Surf, Skateboarting y la Escalada deportiva a partir de Tokio 2020. |
| 130                                                                  | 2017 | Lausana                | Suiza                 | Se aprueba la adjudicación conjunta de los JJ.OO. de 2024 y JJ.OO. de 2028. Proceso de licitación para los Juegos Olímpicos de Invierno de 2026 aprobados. |
| 131                                                                  | 2017 | Lima                   | Perú                  | París sede de los JJ.OO. de 2024 y Los Ángeles sede de los JJ.OO. de 2028. |
| 132                                                                  | 2018 | Pieonchang             | Corea del Sur         | Se reafirma la sanción contra los Atletas Olímpicos de Rusia. Se aprueba tener 50% de atletas mujeres y 50% varones en las próximas ediciones tanto de Verano como de Invierno. |
| 133                                                                  | 2018 | Buenos Aires           | Argentina             | Dakar sede de los Juegos Olímpicos de la Juventud 2022. |
| 134                                                                  | 2019 | Lausana                | Suiza                 | Milán-Cortina d'Ampezzo sede de los JJ.OO. de Invierno de 2026. |
| 135                                                                  | 2020 | Lausana                | Suiza                 | Gangwon sede de los Juegos Olímpicos de la Juventud de Invierno 2024. |
| 136                                                                  | 2020 | Sesión virtual         |                       | Se aprueba la postergación de los Juegos Olímpicos de la Juventud de Dakar del 2022 al 2026. |
| 137                                                                  | 2021 | Tokio                  | Japón                 | Brisbane sede de los Juegos Olímpicos de Verano de 2032. |
| 138                                                                  | 2021 | Atenas                 | Grecia                | |
| 139                                                                  | 2022 | Pekín                  | China                 | |
| 140                                                                  | 2023 | Sesión virtual         |                       | Se retira reconocimiento a la Asociación Internacional de Boxeo. |
| 141                                                                  | 2023 | Bombay                 | India                 | Se aprueba la propuesta de LA28 para cinco deportes adicionales: béisbol/softbol, flag football, cricket, lacrosse y squash. Se aprueba doble asignación para los Juegos Olímpicos de Invierno 2030 y 2034. |
| 142                                                                  | 2024 | París                  | Francia               | Alpes franceses sede de los JJ.OO. de Invierno de 2030 y Salt Lake City sede de los JJ.OO. de Invierno de 2034. Creación de los Juegos Olímpicos de deportes electrónicos, que se celebrarán cada dos años entre los Juegos Olímpicos de verano y los de invierno a partir de 2027 en Arabia Saudita. |
| 143                                                                  | 2025 | Lausana                | Suiza                 | Dolomitas y Valtelina sede de los Juegos Olímpicos de la Juventud de Invierno 2028. |
| 144                                                                  | 2025 | Atenas                 | Grecia                | Kirsty Coventry, elegida nueva Presidenta del COI. |
| Próximas sesiones                                                    |      |                        |                       | |
| 145                                                                  | 2026 | Milán                  | Italia                | |
| 146                                                                  | 2026 | Dakar                  | Senegal               | Elección de la sede de los Juegos Olímpicos de la Juventud de 2030. |
| 147                                                                  | 2027 | Adelaida               | Australia             | |
| 148                                                                  | 2028 | Los Ángeles            | Estados Unidos        | |
| 149                                                                  | 2030 | Niza                   | Francia               | |
| 149                                                                  | 2032 | Brisbane               | Australia             | |
| 150                                                                  | 2034 | Salt Lake City         | Estados Unidos        | |